# 앙투안 비테즈

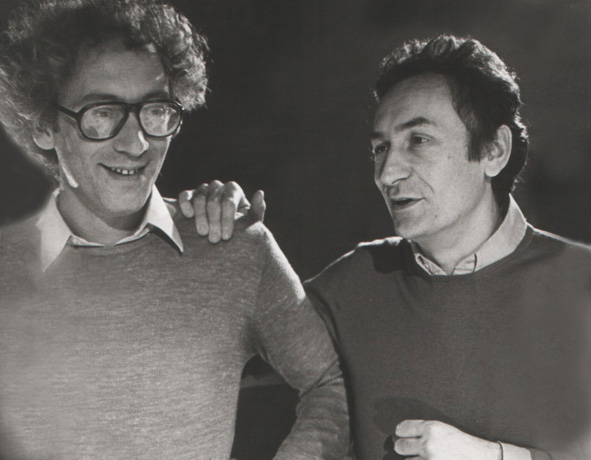

앙투안 비테즈(Antoine Vitez, 1930년 12월 20일 ~ 1990년 4월 30일)는 프랑스의 무대 연출가, 시인, 번역가, 무대 디자이너, 배우, 텔레비전 배우, 사진가이다.
파리에서 태어났으며 파리에서 사망하였다. 사인은 질병이다.

## 영화
- 겨울 54 (1989년)
- 녹색 방 (1978년)
- 모드 집에서의 하룻밤 (1969년)
- 현대의 여학생 (1966년)
- 전쟁은 끝났다 (1966년)